# Ni Zhiqin

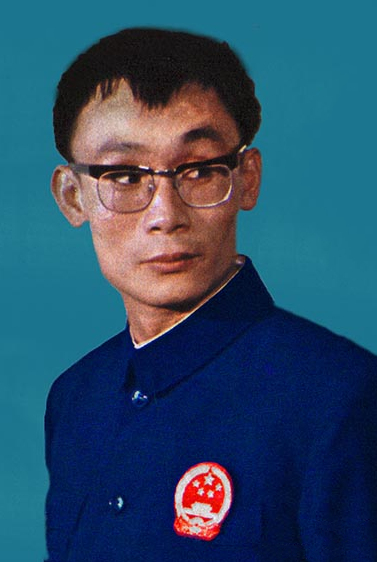
Ni Zhiqin bei den Asienspielen 1974

Ni Zhiqin (chinesisch 倪 志欽 / 倪 志钦, Pinyin Ní Zhìqīn; * 14. April 1942) ist ein ehemaliger chinesischer Hochspringer.
Am 8. November 1970 stellte er in Changsha mit 2,29 m eine Weltbestleistung auf, die jedoch nicht als Weltrekord anerkannt wurde, da die Volksrepublik China damals nicht Mitglied der IAAF war.
Bei den Asienspielen 1974 in Teheran gewann er Silber mit 2,15 m.